# Munduk
Munduk est une localité d'Indonésie située à Bali, dans le kabupaten de Buleleng, au sud-ouest de Singaraja, le chef-lieu. 

## Histoire
C'est une résidence créée par des planteurs hollandais, et à ce titre le seul groupe significatif de constructions coloniales à Bali. Ce n'est qu'en 1908 que les Hollandais ont achevé la conquête de l'île.

## Tourisme
Aujourd'hui, Munduk est une station touristique.

## Galerie

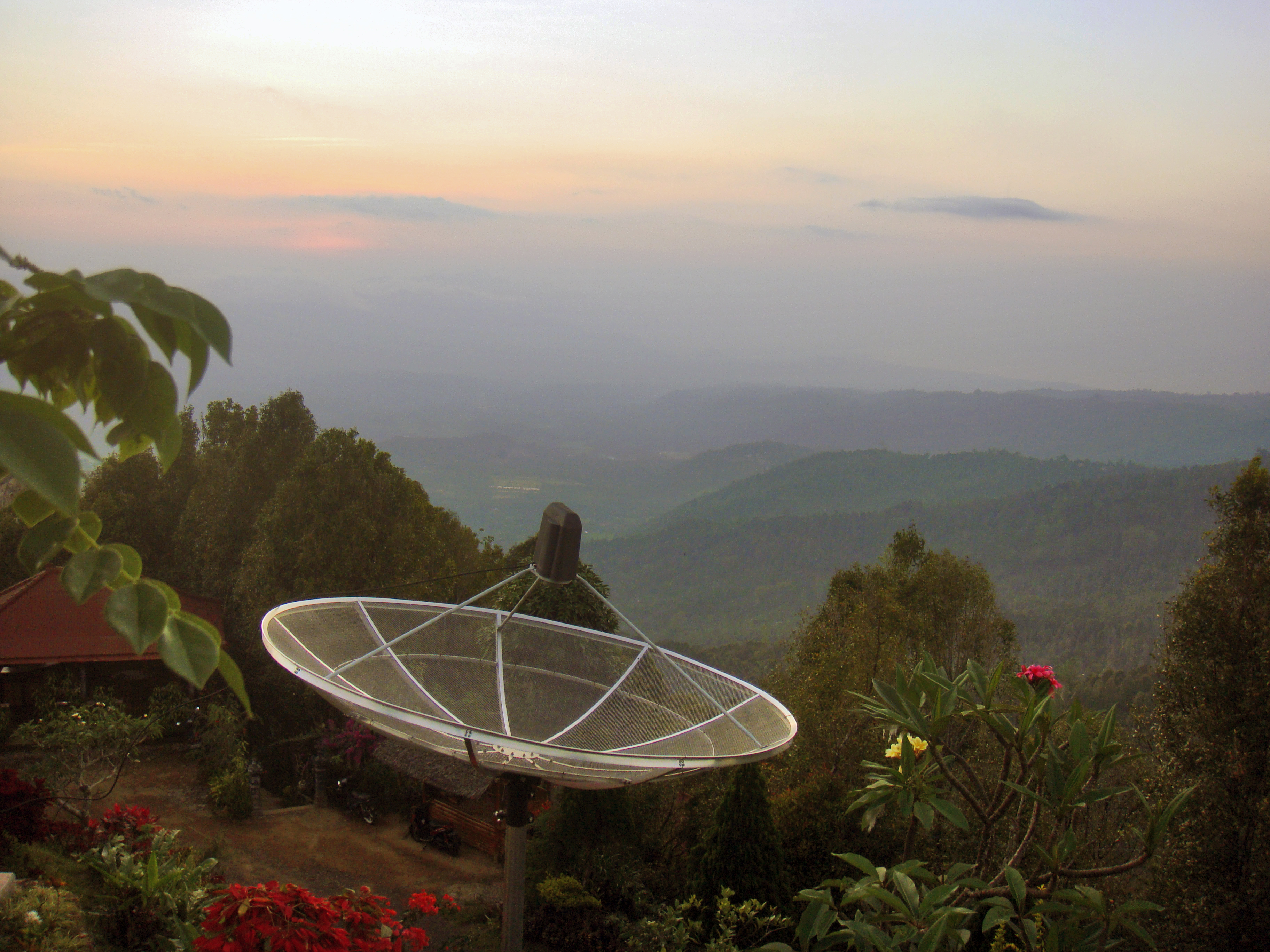
Panorama près de Munduk
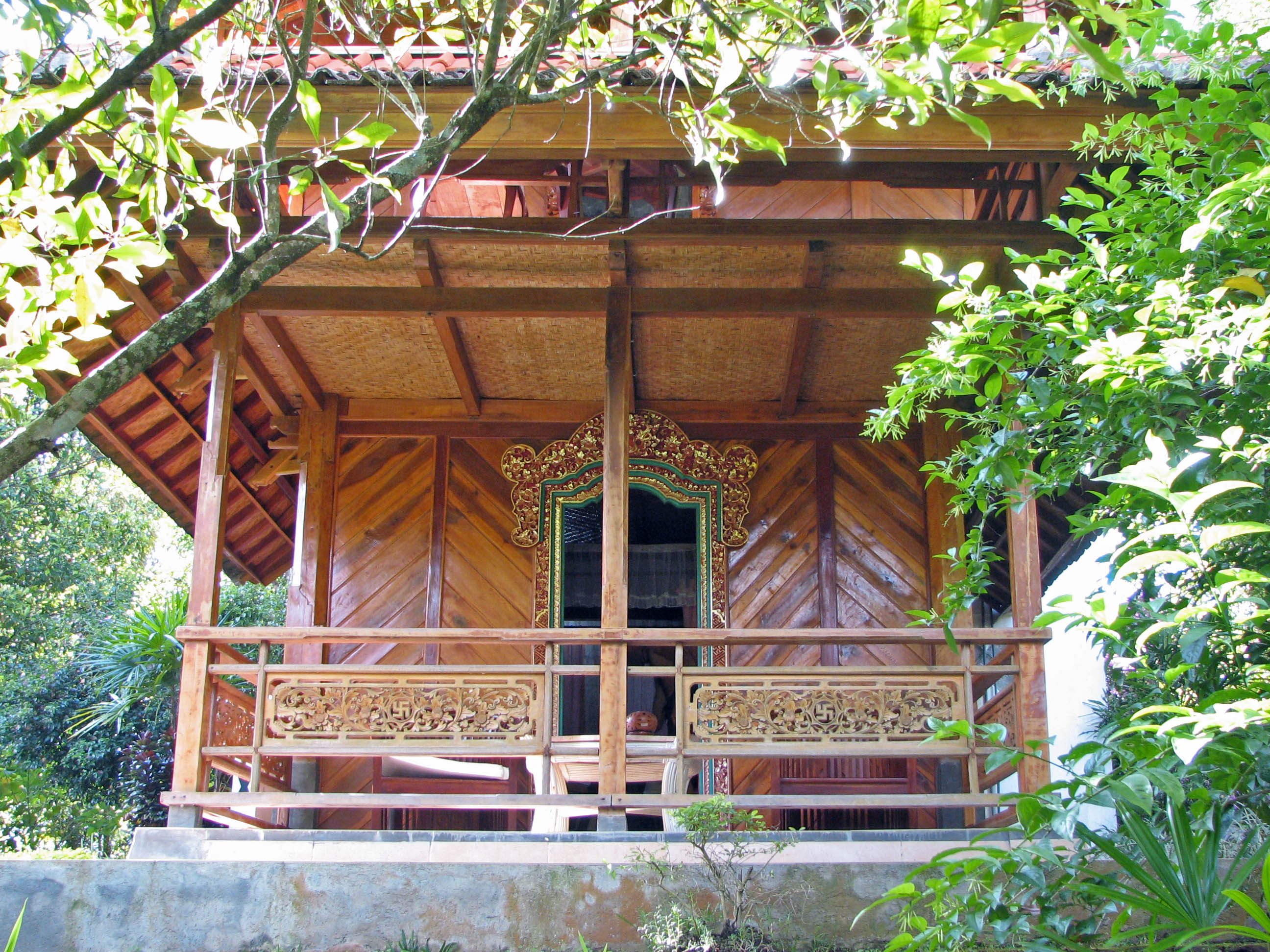
Hôtel
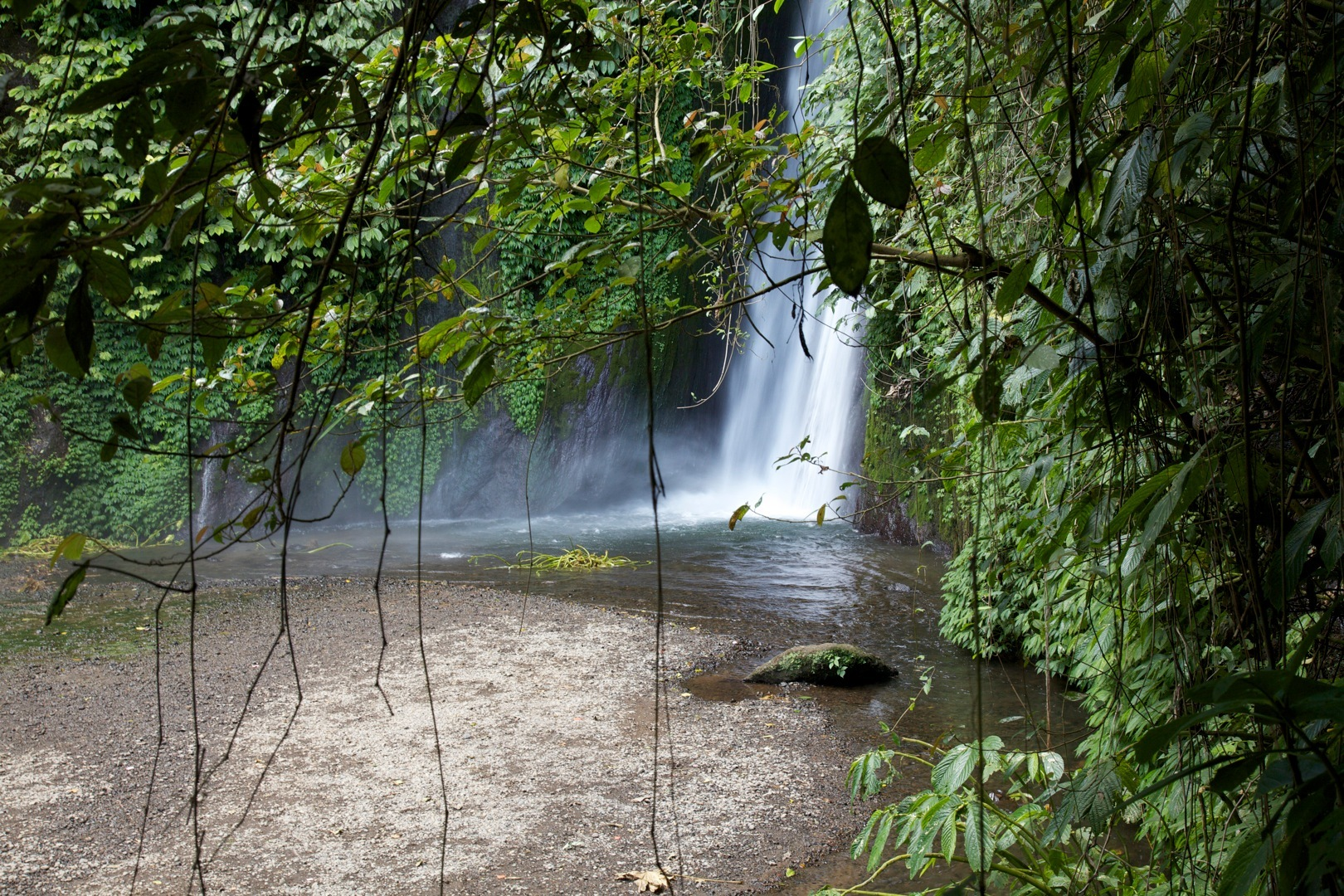
Chute d'eau Air Terjun
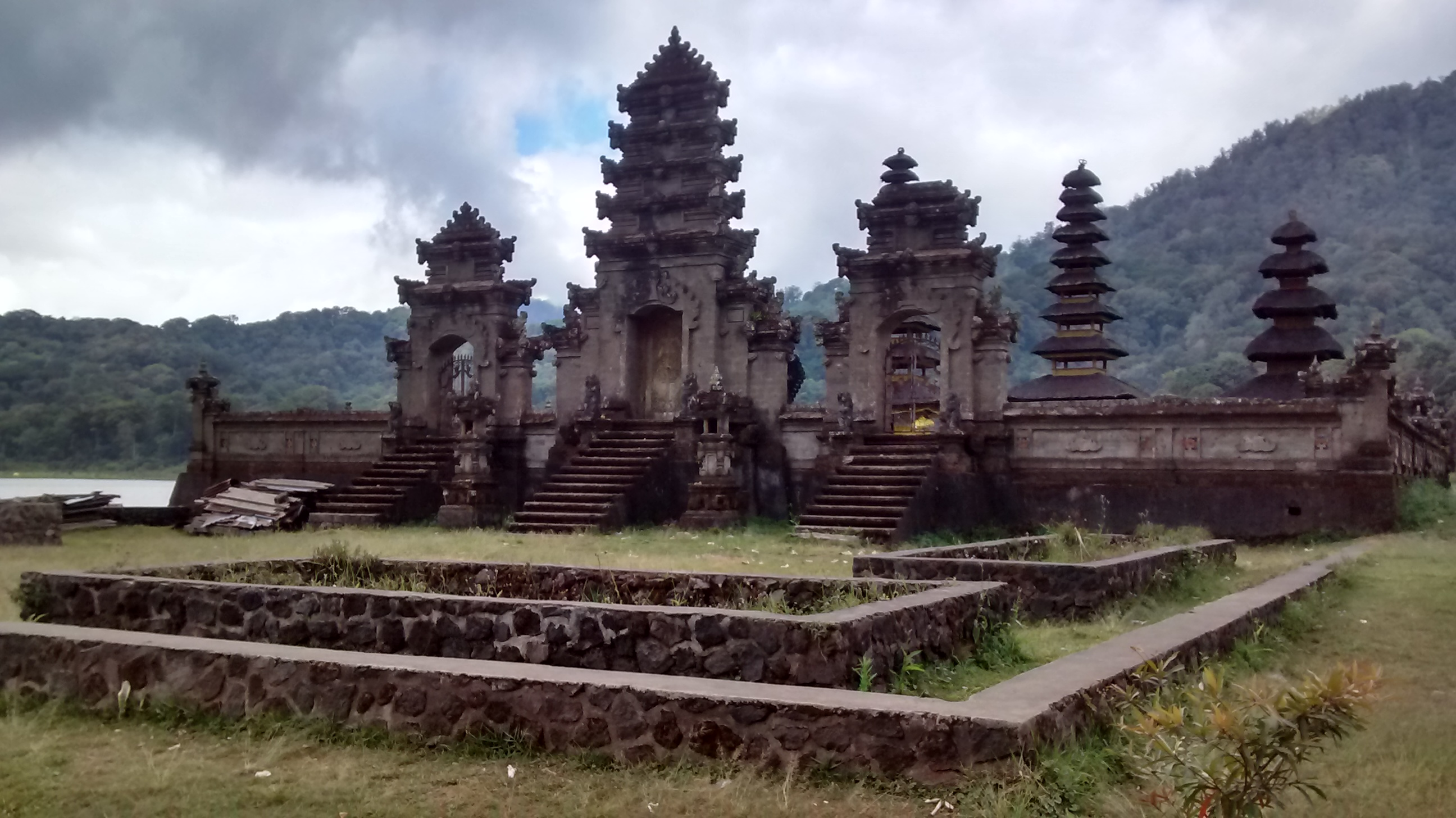